# Lapin de labo
Pour plus de détails, voir Fiche technique et Distribution.
Lapin de labo, ou Une curieuse expérience (titre original : Hot Cross Bunny), est un cartoon des Merrie Melodies réalisé par Robert McKimson, sorti en 1948 mettant en scène Bugs Bunny et un scientifique.

## Synopsis
Dans un laboratoire expérimental, un scientifique veut échanger les âmes de deux animaux devant une audience : une poule et un lapin, mais le scientifique prend Bugs pour cobaye et ce dernier joue à la tour de contrôle avec le stéthoscope, se jette dans les bras du docteur lors des tests de réflexes, montre des vêtements miniatures sur sa langue et enfin révèle son excellente vue. Lorsque le scientifique dit qu'il est l'attraction devant le public (censé voir le scientifique faire son expérience) Bugs fait de nombreux numéros: D'abord, celui du vieillard, puis de faire un tour de magie, ensuite exécute une danse, refait une danse plus déjantée avant de se faire assommer par le scientifique mais le lapin s'enfuit de nouveau. Après s'être fait assommer puis poursuivre et enfin gazé au gaz hilarant, Bugs est enfin capturé, mais lors du transfert d'âmes, c'est celles de la poule et du scientifique qui sont échangées et Bugs détruit l'appareil.